# Ron Mueck
Hans Ronald Mueck, född 1958, är en australisk skulptör som är verksam i Storbritannien. 
Innan han började göra hyperrealistiska skulpturer som konstnär arbetade han som dock som modellmakare för barnprogram och filmer, till exempel Labyrinth där han också bidrog med rösten till Ludo.
En av Muecks mest omtalade skulpturer är den som föreställer hans döde far.